# María Luisa Anido
Isabel María Luisa Anido González (Morón, 26 gennaio 1907 – Tarragona, 4 giugno 1996) è stata una chitarrista e compositrice argentina.

## Biografia
María Luisa Anido, quarta figlia di Juan Carlos Anido e Betilda González Rigaud, nasce nel 1907 a Morón, in provincia di Buenos Aires. La sua famiglia si trasferisce a Buenos Aires quando Isabel era molto giovane. Studia con Domingo Prat in Argentina, e con Miguel Llobet in Spagna. Con quest'ultimo, dal 1925, ha spesso suonato in coppia. Ha tenuto il primo concerto a Londra nel 1952 alla Wigmore Hall. Si trasferisce in Russia nel 1960, dove insegna e tiene concerti. Ritorna poi in Argentina, dove insegna chitarra al conservatorio di Buenos Aires. Verso la metà degli anni 80 si trasferisce a Barcellona. Muore nel 1996 a Tarragona.

## La carriera
"Comporre è meraviglioso perché la sincerità che nasce nell'atto della creazione, […] rivela la profondità dell'animo umano" (María Luisa Anido).

### Aire Norteño
Fu una delle poche donne interpreti e compositrici del suo tempo. Le sue composizioni sono principalmente miniature che riflettono diversi aspetti della sua personalità. "Aire Norteño", il suo pezzo più famoso, è un bailecito, una piccola danza diffusa in tutte le feste nel nord-ovest dell'Argentina, generalmente accompagnata da charangos, quenas e cajas. Ha spesso utilizzato le note basse pizzicate per sottolineare la giustapposizione nei 3/4 del basso e nei 6/8 nella melodia, una caratteristica che si trova spesso nel folklore argentino.

### Barcarola
Nel 1927, la Anido compone il suo primo pezzo, "Barcarola". Il chitarrista catalano Miguel Llobet, a tal proposito scrive: «Ho letto e suonato la vostra "Barcarola", le voci sono realizzate magnificamente con gusto ammirevole, i colori sono perfetti. Brava, il brano è molto ben fatto credo... dovreste continuare a scrivere, le vostre ispirazioni sono eccellenti.»

### Canción del Yucatáne Preludio Campero
In "Canción del Yucatán", la Anido utilizza il ritmo della habanera per esprimere il carattere dolce e femminile del pezzo, ricreando attraverso glissandi e legati l'atmosfera intima della canzone messicana "Adiós Adiós".
Gran parte della sua musica si ispira folklore argentino. "Preludio Campero", simula l'atteggiamento di un gaucho con un'armonia sospesa e indolente fino all'apparire di una piccola melodia lenta che apre sulla vastità di una pampas argentina.

### Aire de Vidalita
Nel 1952, viaggia attraverso l'Europa, e per la prima volta, la casa editrice italiana Bèrben pubblica il suo "Aire de Vidalita". Questo pezzo fu ispirato da uno dei più popolari canti del folklore argentino. I Vidalita, sono diventati particolarmente popolari a Buenos Aires alla fine del XIX secolo. La loro forma poetica non è uniforme, ma in generale è una quartina dove appare la parola "vidalita" tra il primo e il secondo e tra il terzo e il quarto rigo come segue:
" ... los días mas bellos, vidalita
tienen su hora amarga
y hasta en la agonía, vidalita
luce la esperanza" .

### Il Gato  eCanción de Cuna
Il "Gato" che conclude questo gruppo  è uno dei balli popolari più diffusi. La sua coreografia può variare a seconda della regione in cui si balla, e, come la maggior parte delle danze argentine, viene ripetuto due volte. Dopo una introduzione di 8 battute, la melodia fluisce argutamente e liberamente.
Altro suo brano influenzato dal folklore argentino è "Canción de Cuna", che è stato pubblicato in Italia nel 1953. La terzina che si presenta in ogni battuta riflette il movimento di oscillazione di una culla o delle braccia di una madre che dondola il proprio bambino.

### Impressiones Argentinas eBoceto indígena
"Impressiones Argentinas" venne pubblicato in Argentina nel 1953. Si tratta di una serie di nove pezzi che abbracciano quasi tutte le sfumature del folklore argentino. In "Boceto indígena", dedicato alla Lalyta Almirón . La Anido alterna un ritmo Baguala con un tempo di danza e usa uno dei suoi effetti preferiti e originali: armonici ai bassi e una melodia su due voci. Bassi smorzati e note pizzicate con la punta del pollice, aggiungono un colore speciale per l'accompagnamento.

### Preludio Pompeano, Variaciones Camperas , Chacarera  eCatamarqueña
Nel "Preludio Pampeano", una melodia in tempo ternario, lascia il posto a un ritmo de Vidalita, mentre in "Variaciones Camperas", l'alternanza ritmica tra 3/4 e 6/8, rappresenta un invito a ballare. Appartengono alla stessa regione geografica santiagueña una caratteristica "Chacarera" e "Catamarqueña", basate entrambe sul Vidala tipico di Catamarca. Il Vidala è un canto d'amore, di perdono, di religione. Dopo un'introduzione strumentale, Maria Luisa Anido presenta il tema del 'Catamarqueña' nel modo in cui un Vidala di solito è cantato, ossia procedendo per terze parallele. Alcuni ornamenti nella melodia imitano il Kenko, tipica ornamentazione melodica popolare argentina. I bassi pizzicati ci ricordano la Caja, la cui percussioni accompagna generalmente la melodia.

### Preludio Criollo, Canto a la Llanura e altre canzoni
L’Alegremente  del "Preludio Criollo" contrasta con i toni tristi del  "Canto a la Llanura" . "El Misachico"  è dedicato a sua madre. Nel nord-ovest dell'Argentina, "Misachico" è il nome dato a piccole processioni, di carattere famigliare infatti si porta in processione un'immagine o una statua di un Santo, riccamente addobbato, appartenente alla  famiglia della zona. Alcuni musicisti accompagnano la musica con violini e Cajas o Bombos. I "Preludios Nostálgicos", riflettono il periodo in cui Maria Luisa Anido ha vissuto lontano dal suo paese. "Lejania" è dedicata alla sua allieva Omar Atreo; fu composta nel 1962 e pubblicata nel 1971 a Buenos Aires. "Mar" e "Gris", sono stati pubblicati in Spagna nel 1977.